# Đức Mẹ Fátima
Đức Mẹ Fátima là một trong số nhiều tước hiệu mà người Công giáo dành cho Mẹ Maria. Tước hiệu này phát xuất từ việc Đức Mẹ hiện ra 6 lần với 3 em bé chăn cừu làng Fátima (Bồ Đào Nha) là Lúcia dos Santos, Francisco Marto và Jacinta Marto từ ngày 13 tháng 5 tới ngày 13 tháng 10 năm 1917.
Tước hiệu Đức Bà Mân Côi cũng được dùng để ám chỉ người phụ nữ đã hiện ra này. Các trẻ kể rằng người phụ nữ này đã đích thân xưng mình là "Đức Mẹ Mân Côi". Ngoài ra cũng thường thấy một tước hiệu gộp lại từ hai tước hiệu trên: "Đức Mẹ Mân Côi Fátima" (tiếng Bồ Đào Nha: Nossa Senhora do Rosário de Fátima).

## Bối cảnh lịch sử
Những thập niên cuối thế kỷ 19 và hai thập niên đầu thế kỷ 20 là thời kỳ đen tối và đặc biệt nhất trong lịch sử Bồ Đào Nha. Những năm 1890 -1899 và thập kỷ đầu thế kỷ 20, Bồ Đào Nha là một quốc gia quân chủ và mộ đạo gắn liền với Giáo hội Công giáo. Thống kê nói vào thời gian này có lúc cứ 9 người thì 2 người là linh mục hoặc tu sĩ.
Từ những năm cuối thế kỷ 19, các lực lượng chống Vương thất và Giáo hội bắt đầu thành hình. Năm 1900, các lực lượng này kết hợp với nhau trong chủ trương “vị vua cuối cùng sẽ bị treo cổ cùng với ruột gan của vị linh mục cuối cùng”. Năm 1908, vua Carlos I và Vương tử Luís Filipe bị ám sát. Năm 1910, vua Manuel II trốn sang Vương quốc Anh và chính phủ cách mạng lên cầm quyền thành lập nhà nước Đệ Nhất Cộng Hòa, độc tài quân sự và vô thần.
Giai đoạn năm 1911–1916 là giai đoạn đẫm máu nhất đối với Giáo hội Bồ Đào Nha. Các Giám mục, linh mục và nhiều giáo dân bị bỏ tù và xử tử. Theo thống kê là ít nhất 17 ngàn linh mục, tu sĩ nam nữ bị giết, hoặc riêng rẽ hoặc tập thể. Đôi khi ruột gan và đầu của người bị giết bị treo vào cây sào đem diễu ngoài đường phố để khủng bố tinh thần các linh mục, tu sĩ, còn sót lại. Tất cả các Thánh đường và dòng tu đều bị đóng cửa và phá hủy. Không một ai dám đi dự Thánh lễ. Ngay cả ảnh tượng Chúa, Đức mẹ và các Thánh bị chà đạp giữa đường phố.
Cùng lúc này, Thế chiến I – một trong những đại ác họa của nhân loại bắt đầu diễn ra tại Châu Âu. Từ tháng 8 năm 1914, chiến tranh đã giết chết khoảng 6 triệu binh sĩ. Bồ Đào Nha theo phe Hiệp ước tham gia trận chiến từ tháng 5 năm 1916. Bồ Đào Nha có khoảng 50.000 binh sĩ đồn trú ở Pháp.

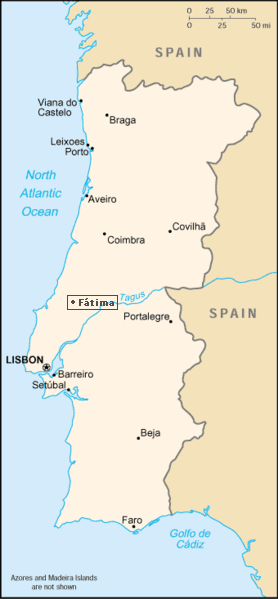
Vị trí thành phố Fátima trên bản đồ Bồ Đào Nha

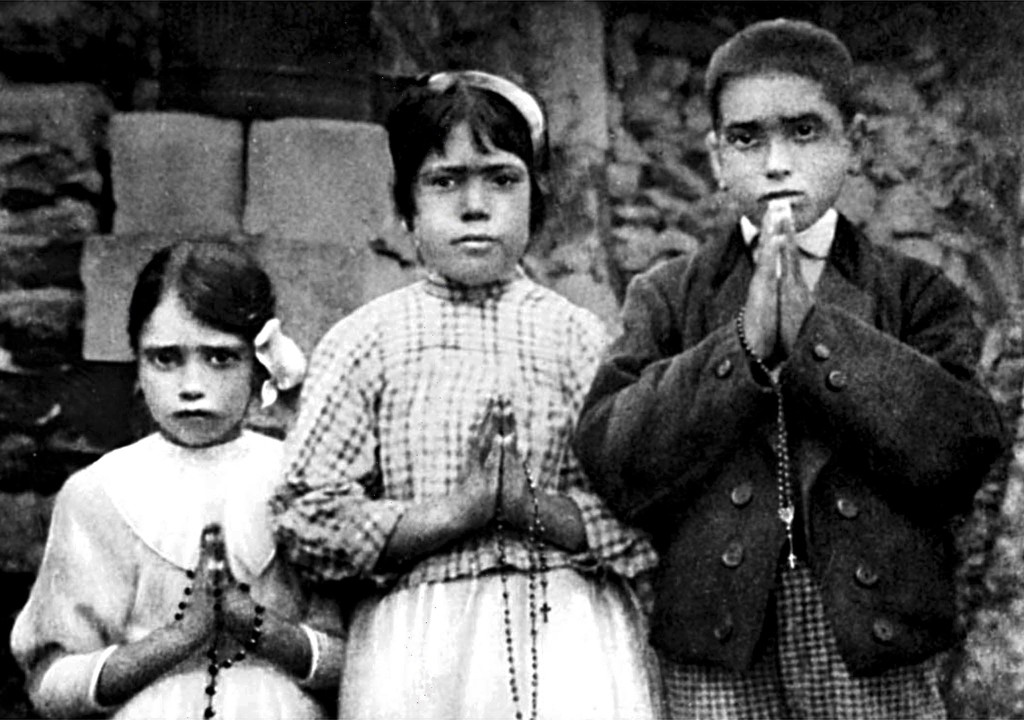
Lúcia dos Santos (ở giữa) với Jacinta và Francisco Marto, 1917.

Năm 1917, Fátima là một giáo xứ nông thôn gồm khoảng 2.500 người cư ngụ rải rác trong khoảng 40 thôn xóm. Mọi người đều lao động trên các cánh đồng. Các trẻ em cũng phải giúp đỡ cha mẹ những việc nhẹ như chăn dắt bò, dê, cừu, v.v. Phần lớn dân cư đều mù chữ, chỉ có khoảng 10% phụ nữ biết đọc, biết viết.
Các gia đình của Dos Santos và Marto cùng cư ngụ trong xóm Aljustrel. Gia đình Dos Santos có 1 bé gái, sinh ngày 22 tháng 3 năm 1907. Gia đình người em họ Marto có một con trai là Francisco Marto, sinh ngày 11 tháng 6 năm 1908 và một con gái là Jacinta Marto, sinh 11 tháng 3 năm 1910. Ba em bé này thường chăn dắt đàn cừu tại một bãi gọi là «Cova de Iria», cách xóm chừng 2 km.
Trong năm 1915, Lúcia, Francisco và Jacinta đã gặp thiên thần hiện ra với chúng ở bãi này. Khi về nhà thuật lại với cha mẹ, chúng bị cha mẹ mắng, cho là đặt chuyện nói láo. Mùa xuân và mùa hè năm 1916, thiên thần lại hiện ra với chúng và dạy chúng cầu nguyện như sau:
«Lạy Chúa!
Con tin, con thờ lạy
Con trông cậy và con yêu mến Chúa.
Con xin Chúa tha thứ
cho những ai không tin,
không thờ lạy,
không trông cậy,
và không yêu mến Chúa.»

### Đức Mẹ hiện ra lần đầu
Ngày 13 tháng 5 năm 1917, vào lúc trưa, 1 bà mặc áo trắng toát hiện ra với 3 em bé chăn cừu, nói với các em là hãy lần chuỗi đọc kinh Mân Côi hàng ngày để cầu nguyện cho thế giới chấm dứt chiến tranh, được hòa bình. Trước khi biến mất, bà bảo 3 em hãy trở lại nơi đây đúng giờ trưa ngày 13 tháng sau.
Jacinta - quên giữ kín - về nhà thuật lại sự việc cho cha mẹ nghe. Tin này loan truyền nhanh khắp làng. Mọi người tỏ ra không tin. Vị linh mục chính xứ hỏi Lúcia, nhưng cũng không tin. Trong báo cáo gửi lên Giám mục cai quản giáo phận Leiria, vị linh mục viết: «cần phải xa lánh chuyện này».

### Đức Mẹ hiện ra lần thứ hai
Ngày 13 tháng 6, đúng giờ trưa, 3 em lại tới nơi hẹn, theo sau có khoảng vài chục người tò mò đến xem sự thể ra sao. Mọi người lần chuỗi đọc kinh. Đức Mẹ lại hiện ra với 3 em, nhắc Lúcia về tầm quan trọng của việc đọc kinh Mân Côi câu nguyện dâng kính «trái tim vô nhiễm Maria», đồng thời báo trước cái chết của 2 anh em Francisco và Jacinta Marto: «Ta sẽ sớm đưa Francisco và Jacinta về trời, còn con, con sẽ ở lại thế gian một thời gian. Chúa Giêsu muốn dùng con để loan truyền cho mọi người biết ta và yêu mến ta». Đức Mẹ cũng yêu cầu Lúcia học chữ để dễ loan báo lời Đức Mẹ cho các người khác.
Những người đi theo không nhìn và nghe thấy gì. Họ chỉ nhìn thấy cành cây nhỏ của cây sồi (mà Đức Mẹ đứng) trĩu xuống bởi sức nặng, rồi đột nhiên bật lên (khi Đức Mẹ biến đi).

### Đức Mẹ hiện ra lần thứ ba

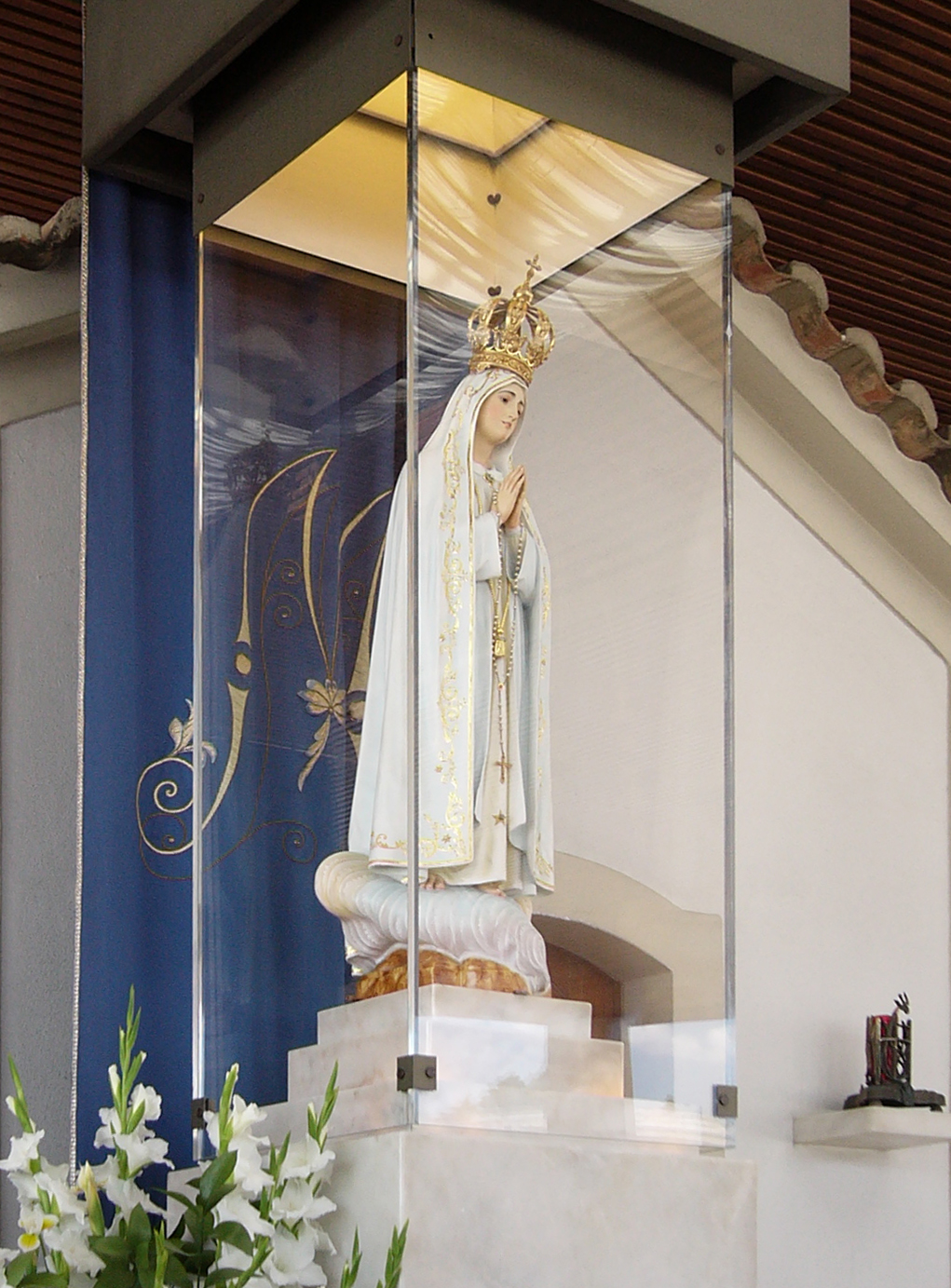
Tượng Đúc Mẹ Fátima

Thứ Sáu ngày 13 tháng 7 năm 1917, «bà mặc áo trắng» lại hiện ra với 3 em - cùng với khoảng 4.000 người theo sau. Đức Mẹ vẫn nhắc Lúcia việc đọc kinh Mân Côi mọi ngày, để chiến tranh chóng chấm dứt. Lần này Đức Mẹ tiết lộ cho 3 em những bí mật gọi là "Bí mật Fátima". (Năm 1942, 2 bí mật đầu đã được công bố, còn bí mật thứ 3 thì mãi tới năm 2000, Giáo hội Công giáo Rôma mới công bố).

### Đức Mẹ hiện ra lần thứ tư
Ngày 10 tháng 8 năm 1917, viên chánh tổng - 1 người chống đối hàng giáo sĩ - đòi 3 em Lúcia, Francisco và Jacinta tới để tra hỏi, nhưng không có kết quả. Ngày 13 tháng 8, ông ta nhốt 3 em vì làm rối loạn trật tự công cộng và tiếp tục tra hỏi, nhưng hoài công. Rốt cuộc, ngày 15 tháng 8, ông ta phải thả 3 em ra.
Tuy nhiên, ngày 13 tháng 8, có khoảng 18.000 người tới bãi chờ xem sự lạ, nhưng 3 em vắng mặt vì còn bị nhốt. Chúa nhật ngày 19 tháng 8, khi 3 em dẫn đàn cừu tới thả ở bãi Cova de Iria, Đức Mẹ lại hiện ra với 3 em, yêu cầu các em nói với mọi người cầu nguyện cho những người tội lỗi mau thống hối và hứa sẽ làm 1 phép lạ cho mọi người tin.

### Đức Mẹ hiện ra lần thứ năm
Ngày 13 tháng 9, có khoảng 30.000 người tụ họp tại bãi Cova de Iria, cầu nguyện cùng với 3 em. Đức Mẹ lại hiện ra với 3 em và cho biết tháng sau, sẽ có Chúa, Đức Mẹ núi Carmêlô, thánh Giuse và Chúa Hài đồng Giêsu sẽ cùng tới.

### Đức Mẹ hiện ra lần thứ sáu

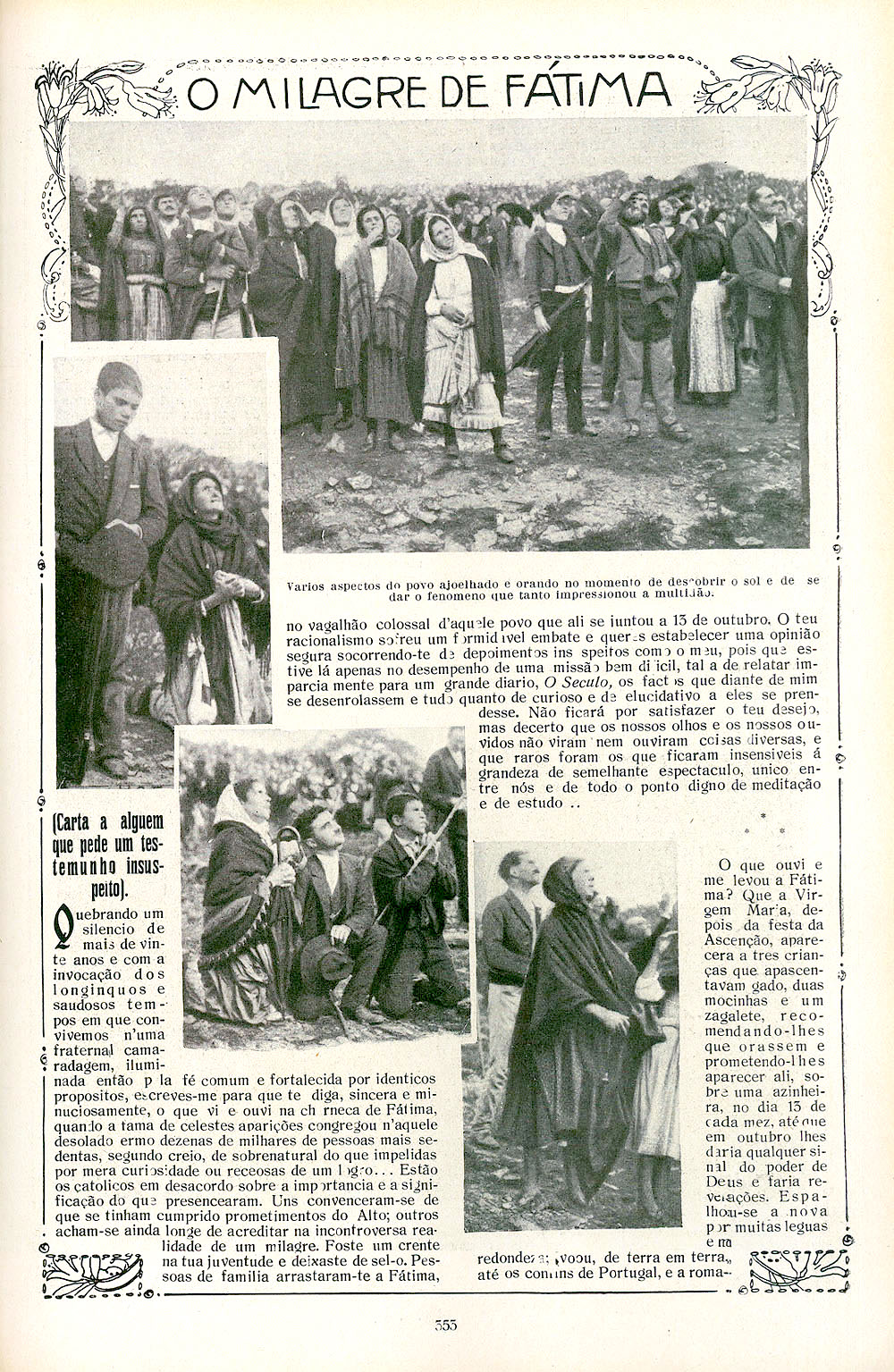
Bản sao chụp 1 trang của báo Ilustração Portugueza ngày 29.10.1917 cho thấy đám đông dân chúng đang ngẩng nhìn Phép lạ Mặt trời, khi Đức Mẹ hiện ra ở Fátima

Ngày 13 tháng 10 năm 1917, mưa như trút nước trên bãi Cova da Iria. Một đám đông khoảng 70.000 người - kể cả nhiều phóng viên chụp hình và các ký giả - tụ tập tại đây lần chuỗi, đọc kinh cầu nguyện. Lúc giữa trưa, Đức Mẹ hiện ra với 3 em và yêu cầu cho xây 1 nguyện đường tại đây để vinh danh Đức Mẹ. Đức Mẹ cũng loan báo thế chiến thứ nhất sẽ sớm chấm dứt và yêu cầu những kẻ có tội hãy mau sám hối. 
Khi Đức Mẹ về trời thì mưa ngưng rơi, mặt trời xuất hiện trên bầu trời xanh biếc. Đám đông đã có thể nhìn thẳng vào mặt trời và thấy mặt trời nhảy múa, tung ra các chùm tia sáng nhiều màu. Mặt trời dường như xuống thấp gần trái đất, khiến đám đông sợ hãi. Việc lạ xảy ra trong 10 phút, sau đó mọi sự trở lại bình thường. Hiện tượng này được hầu hết đám đông chứng kiến, và một số người ở cách đó mấy dặm cũng nhìn thấy.
Trong thời gian này, các nhà khoa học trên thế giới không hề ghi nhận 1 hiện tượng khác lạ nào của mặt trời.
Trong khi đó, riêng 3 em nhìn thấy Thánh Gia, rồi Đức Mẹ Sầu Bi, Chúa Hài Đồng Giêsu và sau chót là Đức Mẹ núi Carmêlô lần lượt xuất hiện như đã hứa trước với 3 em.

## Ba bí mật của Fátima

### Hai bí mật đầu tiên
Bí mật đầu tiên là một thị kiến về địa ngục mà Lúcia đã mô tả trong hồi ký thứ ba của bà như sau:
"Ðức Mẹ cho chúng con thấy một biển cả lửa hồng dường như ở dưới mặt đất. Chìm ngập trong lửa này là quỷ dữ và các linh hồn dưới hình thể con người, giống như những cục than hồng trong suốt, đen đủi hoặc xám xịt. Họ nổi lên trong đám cháy, bị các ngọn lửa nâng lên cao, những ngọn lửa này phát ra từ thân mình họ cùng với một đám khói lớn. Họ lại rớt xuống mọi phía, giống như những tia lửa trong một đám cháy lớn, vô trọng lượng hoặc mất thăng bằng, và giữa những tiếng la hét và rên rỉ vì đau đớn và tuyệt vọng, làm kinh khiếp chúng con và làm chúng con run lên vì sợ hãi. Các quỷ dữ có thể được phân biệt do các hình thù gây kinh hãi và ghê tởm, giống như những con vật khủng khiếp và chưa bao giờ thấy, tất cả đều đen đủi và trong suốt. Thị kiến này kéo dài một lúc. Làm sao chúng con có thể bày tỏ lòng biết ơn cho xứng với Mẹ yêu dấu trên trời của chúng con, Ðấng đã báo trước cho chúng con trong lần Hiện ra thứ nhất khi hứa rằng Ngài đem chúng con về trời. Bằng không, con nghĩ rằng chúng con sẽ chết điếng vì sợ hãi và kinh khiếp."
Bí mật thứ hai bao gồm các lời hướng dẫn của Đức Mẹ để làm thế nào cứu các linh hồn trong luyện ngục và biến đổi thế giới theo đức tin Kitô giáo, cũng được Lucia viết trong hồi ký thứ ba của bà:
"Sau đó mắt chúng con hướng về Ðức Mẹ. Ngài hết sức âu yếm và buồn bã nói với chúng con:
"Chúng con đã thấy hoả ngục, nơi mà các linh hồn tội lỗi đáng thương đi vào. Ðể cứu vớt những kẻ đã hư mất trên trần gian này, Thiên Chúa muốn thiết lập trên thế giới việc sùng kính Trái Tim Vô Nhiễm. Nếu điều Mẹ nói với các con được thực hiện, nhiều linh hồn sẽ được cứu và sẽ có hoà bình. Chiến tranh sẽ kết thúc: nhưng nếu dân chúng không ngừng xúc phạm đến Thiên Chúa, một cuộc chiến tranh tồi tệ sẽ xảy ra trong triều của Giáo hoàng Piô XI. Khi chúng con thấy một đêm tối được chiếu sáng bởi một ánh sáng chưa từng biết, chúng con hãy biết rằng đó là dấu chỉ lớn lao mà Thiên Chúa ban cho các con để biết rằng Người sắp trừng phạt thế gian vì những tội ác của nó, bằng chiến tranh, đói kém, và những bách hại đối với Hội Thánh và Ðức Thánh Cha. Ðể tránh điều này, Mẹ sẽ xin hiến dâng nước Nga cho Trái Tim Vô Nhiễm của Mẹ, và Hiệp thông đền tạ vào ngày Thứ Bảy đầu tháng. Nếu lời cầu xin của Mẹ được chấp nhận, Nước Nga sẽ hoán cải, và sẽ có hoà bình; nếu không, nó sẽ phổ biến những lầm
lạc trên khắp thế giới, gây nên những chiến tranh và bách hại cho Hội Thánh. Những kẻ lành sẽ bị giết hại; Ðức Thánh Cha sẽ đau khổ nhiều; nhiều quốc gia sẽ bị tiêu diệt. Cuối cùng, Trái Tim Vô Nhiễm của Mẹ sẽ toàn thắng. Ðức Thánh Cha sẽ hiến dâng Nước Nga cho Mẹ, và nó sẽ được hoán cải, và một giai đoạn hoà bình sẽ được ban cho thế giới".

### Số phận 3 em chăn cừu
Francisco và Jacinta Marto bị chết sớm trong đợt dịch cúm Tây Ban Nha, Francisco chết năm 1919, Jacinta chết năm 1920. Cả hai em đã được giáo hoàng Gioan Phaolô II tôn phong Đấng đáng kính ngày 13 tháng 5 năm 1989, được phong chân phước ngày 13 tháng 5 năm 2000. Và vào thứ Bảy ngày 13 tháng 5 năm 2017, giáo hoàng Phanxicô đã chủ sự thánh lễ trọng thể tôn phong hiển thánh 2 Chân phước thiếu nhi. Mộ của 2 em hiện nằm trong lòng Vương cung thánh đường Fátima.
Còn Lúcia Dos Santos vào tu viện dòng Dorothea ở Pontevedra (Galicia, Tây Ban Nha) ngày 24 tháng 10 năm 1925, sau đó khấn lần đầu ở Tui vào năm 1928. Năm 1925 và 1929, Lúcia lại được thấy Đức Mẹ hiện ra với mình. Tháng 10 năm 1934, Lucia khấn trọn và lấy tu danh là nữ tu Đức Mẹ Maria Sầu Bi.
Sau nhiều năm điều tra, Giám mục giáo phận Leiria là José Alves Correia da Silva, trong thư mục vụ ngày 13 tháng 10 năm 1930 đã công nhận sự kiện Đức Mẹ hiện ra với 3 em nói trên ở Fátima và chính thức cho phép việc tôn sùng Đức Mẹ Fátima. Theo lệnh hàng giáo phẩm, Lúcia đã viết các hồi ký về sự kiện trên gồm bốn bản: một bản năm 1935, 1 bản năm 1937, 1 bản năm 1941 và 1 bản vào đầu năm 1942.
Năm 1946, nhân kỷ niệm 30 năm ngày dâng nước Bồ Đào Nha cho Maria, vị sứ thần tòa thánh Vatican là hồng y Masella đã đội (vương miện) triều thiên lên tượng Đức Mẹ Fátima, với sự tham gia chứng kiến của khoảng 600.000 tín hữu hành hương. Vương miện này do các phụ nữ Bồ Đào Nha cung hiến để cảm tạ Đức Mẹ đã gìn giữ Bồ Đào Nha trong cuộc thế chiến thứ nhất.
Từ năm 1948, Lúcia vào tu trong đan viện dòng kín Carmêlô ở Coimbra (Bồ Đào Nha), lấy tên là Lúcia Trái Tim Vô nhiễm Nguyên tội.
Lúcia từ trần ngày 14 tháng 2 năm 2005 ở tuổi 97.

### Dâng hiến nước Nga
Theo Lucia, Đức Maria đã hứa sẽ chuyển đổi nước Nga và mở ra một kỷ nguyên của hòa bình.

### Bí mật thứ ba
Bí mật thứ ba là thị kiến về cái chết của giáo hoàng và các nhân vật tôn giáo khác, do Giám mục da Silva ghi chép lại:
"Sau hai phần mà con đã giải thích, phía bên trái của Ðức Bà và cao hơn một ít, chúng con đã thấy một Thiên thần cầm một thanh gươm bằng lửa nơi tay trái; nó lấp lánh và phát ra những tia lửa dường như sẽ đốt cháy thế gian; nhưng chúng tắt ngúm khi chạm đến ánh quang chiếu toả từ tay phải của Ðức Bà hướng về trần gian: chỉ về trái đất bằng tay phải, Thiên thần lớn tiếng thốt lên: ‘Ðền tội, Ðền tội, Ðền tội!'. Và chúng con thấy trong một luồng sáng lớn là Thiên Chúa: ‘một cái gì tương tự như cách người ta xuất hiện trong một tấm gương khi người ta đi ngang qua’ một Giám mục bận đồ trắng ‘chúng con có cảm nhận đó chính là Ðức Thánh Cha’. Các Giám mục, các Linh mục, các tu sĩ nam nữ khác leo lên một ngọn núi dốc thẳng, trên đỉnh núi có một Thánh giá lớn làm bằng thân cây thô nhám như thể của một cây bần với vỏ cây; trước khi đến đó, Ðức Thánh Cha đi qua một thành phố lớn, một nửa bị tàn phá và một nửa rung chuyển, với bước chân nghiêng ngả, buồn khổ vì đau đớn và u phiền, ngài cầu nguyện cho các linh hồn của những thân xác ngài gặp trên đường; khi đã lên đỉnh núi, quỳ dưới chân Thánh giá lớn, ngài đã bị một nhóm lính giết hại bằng đạn và mũi tên, và cùng một cách thức như thế các Giám mục, Linh mục, tu sĩ nam nữ khác, và các người giáo dân thuộc mọi giai cấp và địa vị xã hội khác nhau lần lượt bị giết hại. Bên dưới hai cánh tay của Thánh giá có hai Thiên thần, mỗi vị cầm trong tay một chiếc bình bằng pha lê, trong đó các ngài hứng máu của các vị Tử đạo và với máu đó các ngài rảy trên các linh hồn đang tiến về Thiên Chúa."

## Hoài nghi & chỉ trích
Trước hết là những hoài nghi trong nội bộ người Công giáo, như linh mục dòng Tên người Bỉ Edouard Dhanis (chết năm 1978) hoặc tu sĩ René Laurentin. Hai người này không phủ nhận việc Đức Mẹ hiện ra 6 lần ở Fátima, nhưng hoài nghi các lần thiên thần hiện ra trước đó (năm 1915 và 1916) cùng các lần Đức Mẹ hiện ra với Lúcia sau này (năm 1925, 1929), vì ngoài Lúcia thì không có nguồn nào khác xác nhận. Năm 1963 linh mục Dhanis cũng tỏ ý hoài nghi các hồi ức của Lúcia.
Linh mục Jean Cardonnel, Dòng Đa Minh, phủ nhận các "bí mật Fátima"

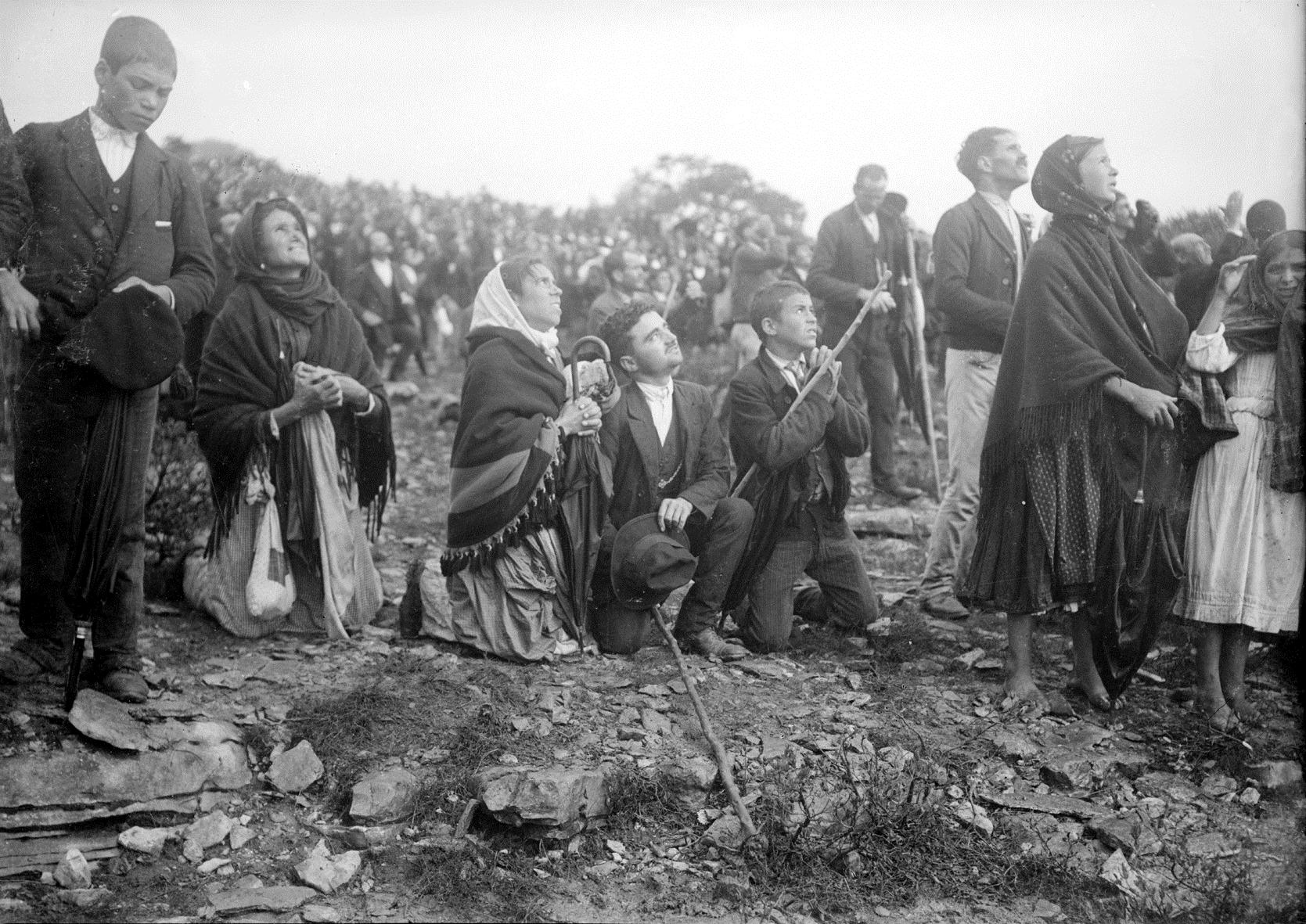
Đám đông ngẩng nhìn Mặt trời nhảy múa

Các chỉ trích thông thường khác là từ những người vô thần hoặc theo chủ nghĩa duy lý. Gérard de Sède sau 2 năm điều tra nghiên cứu, năm 1977 đã đưa ra bản khảo luận về các sự việc Đức Mẹ hiện ra này. Ông phủ nhận mọi hiện tượng siêu nhiên ở Fátima và coi các lần Đức Mẹ hiện ra là sự gian trá của các gia đình 3 trẻ. Ông cũng cho rằng hiện tượng mặt trời nhảy múa là 1 ảo thị (hallucination) tập thể, được các hiện tượng tự nhiên củng cố.
Một số khác coi sự kiện này có nét giống các chuyện kể về sự xuất hiện của các Ufo (đĩa bay). Từ đó nhiều nhà nghiên cứu về Ufo như Jacques Vallée hoặc mới đây Gilles Pinon, đã triển khai luận đề, theo đó các sự kiện này có thể là sự xuất hiện của 1 vật thể bay không xác định được.

## Vương cung thánh đường Fátima

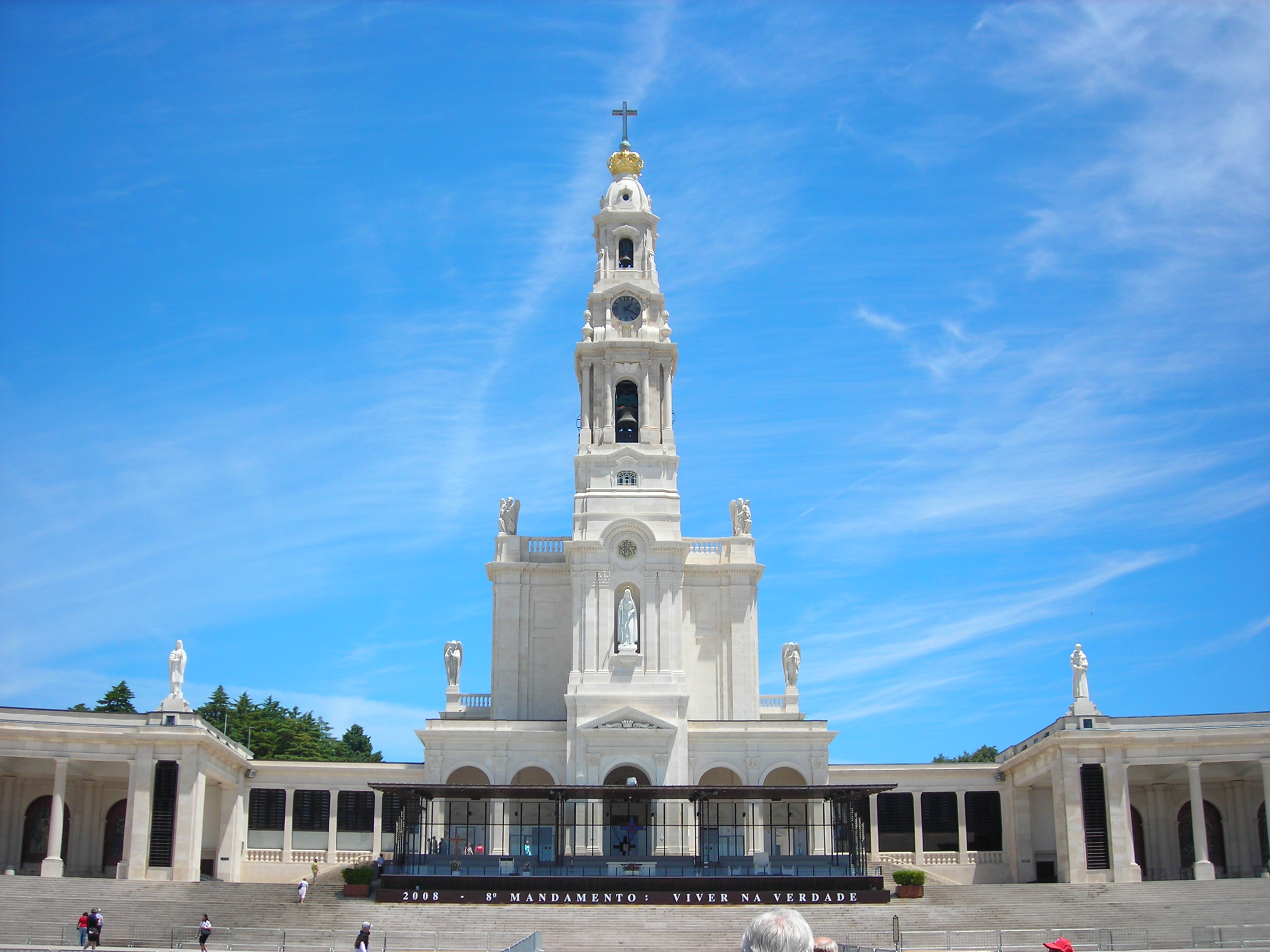
Nhà thờ Đức Mẹ Fátima tại Cova da Iria, Fátima

Ngày 28.4.1919 người ta đã xây 1 nhà nguyện nhỏ tại nơi Đức Mẹ hiện ra. Nhà nguyện đó được xây bằng đá và vôi, lợp ngói, dài 3,30 m, rộng 2,80 m, cao 2,85 m. Năm 1921, giám mục mới cai quản giáo phận Leiria là José Alves Correia da Silva đã cho phép việc tôn sùng Đức Mẹ Fátima, và năm 1930 - sau 7 năm điều tra - vị giám mục này đã công nhận chính thức việc Đức Mẹ hiện ra ở Fátima.
Từ năm 1928 người ta khởi công xây Vương cung thánh đường tại Fátima và hoàn tất năm 1931. Thánh đường này theo lối kiến trúc tân cổ điển, dài 70,50 m, rộng 37 m. Bên trong có 15 bàn thờ dâng kính 15 mầu nhiệm Mân Côi. Phía bên trái trong nhà thờ là 2 ngôi mộ của Jacinta Marto (chết 1920) và Lúcia (chết năm 2005), bên phải là mộ của Francisco Marto (chết 1919).